# Theodore Sturgeon-emlékdíj
A Theodore Sturgeon-emlékdíj (The Theodore Sturgeon Memorial Award) a science fiction aranykora egyik legjobb novellaírójának, Theodore Sturgeon-nek az emlékére alapított díj. 1987-ben alapították az író örökösei – köztük özvegye, Jayne Sturgeon – és James Gunn, a Science Fiction Tanulmányi Központ akkori igazgatója. Évente egy zsűri ítéli oda a megelőző naptári év legjobb angol nyelven megjelent elbeszélésének. A Kansasi egyetemen adják át.
1987 és 1994 között a díjat egy sci-fi szakértőkből álló csoport ítélte oda – amelynek vezetője Orson Scott Card volt –, ezt 1994-től egy új zsűri váltotta fel. 
A zsűri tagjai (2013): Elizabeth Bear, Andy Duncan, James Gunn, Kij Johnson, George Zebrowski és Nöel Sturgeon (utóbbi a Theodor Sturgeon Irodalmi Alapítvány megbízottja).

## Díjazottak
- 2020 – Waterlines, Suzanne Palmer
- 2019 – When Robot and Crew Saved East St. Louis, Annalee Newitz
- 2018 – Don’t Press Charges and I Won’t Sue, Charlie Jane Anders
- 2017 – The Future is Blue, Catherynne M. Valente
- 2016 – The Game of Smash and Recovery, Kelly Link
- 2015 – The Man Who Sold the Moon, Cory Doctorow
- 2014 – In Joy, Knowing the Abyss Behind, Sarah Pinsker
- 2013 – The Grinnell Method, Molly Gloss[1]
- 2012 – The Choice, Paul J. McAuley
- 2011 – The Sultan of the Clouds, Geoffrey A. Landis
- 2010 – Shambling Towards Hiroshima, James Morrow
- 2009 - The Ray Gun: A Love Story, James Alan Gardner
- 2008 - Tideline (A tenger határán), Elizabeth Bear és Finisterra,  David R. Moles
- 2007 - The Cartesian Theater, Robert Charles Wilson
- 2006 - The Calorie Man, Paolo Bacigalupi
- 2005 - Sergeant Chip, Bradley Denton
- 2004 - The Empress of Mars, Kage Baker
- 2003 - Over Yonder, Lucius Shepard
- 2002 - The Chief Designer, Andy Duncan
- 2001 - Tendeleo's Story, Ian McDonald
- 2000 - The Wedding Album, David Marusek
- 1999 - Story of Your Life, Ted Chiang
- 1998 - House of Dreams, Michael Flynn
- 1997 - The Flowers of Aulit Prison, Nancy Kress
- 1996 - Jigoku no Mokushiroku, John G. McDaid
- 1995 - Forgiveness Day, Ursula K. Le Guin
- 1994 - Fox Magic, Kij Johnson
- 1993 - This Year's Class Picture, Dan Simmons
- 1992 - Buffalo, John Kessel
- 1991 - Bears Discover Fire (A medvék felfedezik a tüzet), Terry Bisson
- 1990 - The Edge of the World (A világ peremén),	Michael Swanwick
- 1989 - Schrödinger's Kitten, George Alec Effinger
- 1988 - Rachel in Love (A szerelmes Rachel), Pat Murphy
- 1987 - Surviving, Judith Moffett